# Alicia Guluarte
Alicia Guluarte es una deportista mexicana que compitió en piragüismo en la modalidad de aguas tranquilas. Ganó una medalla de plata en los Juegos Panamericanos de 2011 en la prueba de K4 500 m.

## Palmarés internacional
| Juegos Panamericanos | Juegos Panamericanos | Juegos Panamericanos | Juegos Panamericanos |
| Año                  | Lugar                | Medalla              | Competición          |
| -------------------- | -------------------- | -------------------- | -------------------- |
| 2011                 | Guadalajara (México) | Medalla de plata     | K4 500 m             |